# Pascual Doménech Tomás
Pascual Doménech Tomás (Benilloba, 14 de gener de 1842 - Sogorb, 1925) fou un advocat i polític valencià, diputat a Corts Espanyoles durant la restauració borbònica.
Es llicencià en dret i milità inicialment al Partit Democràtic, del que en fou cap a l'Alcoià. Després formà part del Partit Conservador, en el que es va alinear al costat de Francisco Silvela i fou elegit diputat pel districte de Sogorb a les eleccions generals espanyoles de 1903, però el 1904 va renunciar a l'escó quan fou nomenat magistrat del Tribunal Suprem d'Espanya. El 1899 també va ser director general de Presons.